# 크리스 쿠르누아예
크리스틴 "크리스" 쿠르노이어(Christine "Chris" Cournoyer, 1970년 7월 24일 ~ )은 미국의 정치인으로 제48대 아이오와주 부지사이다.

## 학력
- 텍사스 대학교 오스틴 인문사회 학사

## 경력
- 2013.09 ~ 2021.11 플레전트 밸리 커뮤니티 교육위원회 제1선거구 위원
- 2019.01 ~ 2023.01 제88·89대 아이오와주 제49선거구 상원의원
- 2023.01 ~ 2024.12 제90대 아이오와주 제35선거구 상원의원
- 2024.12 ~ 제48대 아이오와 부지사

## 역대 선거 결과
| 선거명      | 직책명                                      | 대수 | 정당   | 득표율 | 득표수   | 결과 | 당락                             |
| ----------- | ------------------------------------------- | ---- | ------ | ------ | -------- | ---- | -------------------------------- |
| 2013년 선거 | 교육위원 (플레젠트 밸리 커뮤니티 제1선거구) | -대  | 무소속 | 78.50% | 146표    | 1위  | 플레전트 밸리 커뮤니티 학군 당선 |
| 2017년 선거 | 교육위원 (플레젠트 밸리 커뮤니티 제1선거구) | -대  | 무소속 | 97.40% | 175표    | 1위  | 플레전트 밸리 커뮤니티 학군 당선 |
| 2018년 선거 | 상원의원 (아이오와 제49부)                  | 88대 | 공화당 | 54.90% | 13,305표 | 1위  | 아이오와 주의원 당선             |
| 2022년 선거 | 상원의원 (아이오와 제35부)                  | 90대 | 공화당 | 61.02% | 14,552표 | 1위  | 아이오와 주의원 당선             |